# Sepulcro de los Reyes Católicos
El sepulcro de los Reyes Católicos es un monumento funerario concebido para el enterramiento de los reyes Isabel I de Castilla y Fernando II de Aragón, siendo concluido en 1517. 
Se encuentra en la Capilla Real de Granada, adosada a la Catedral. Está realizado en mármol de Carrara.
Su autor fue el escultor italiano Domenico Fancelli que trabajaba en España desde 1509, siempre contratado por el conde de Tendilla, Íñigo López de Mendoza y Quiñones. 

## Historia
La Capilla Real de la catedral de Granada fue fundada por los Reyes Católicos en 1504 como panteón de reyes. El deseo de los monarcas fue el de enterrarse allí. Ese mismo año murió la Reina y en 1516 el Rey. Ambos fueron enterrados en el convento de San Francisco de Granada a la espera de que se terminasen las obras. Mientras tanto, en 1514 el III conde de Tendilla encargó a Domenico Fancelli que se ocupase de labrar un sepulcro doble, con los bultos de los dos yacentes. Fancelli trabajó todo el tiempo en Génova y cuando lo tuvo listo lo llevó a España y remató los detalles en Granada, en el año 1517. En 1521 se terminaron las obras de la capilla donde finalmente pudo colocarse el monumento funerario y enterrarse los cuerpos de los monarcas en la cripta inferior.

## Descripción

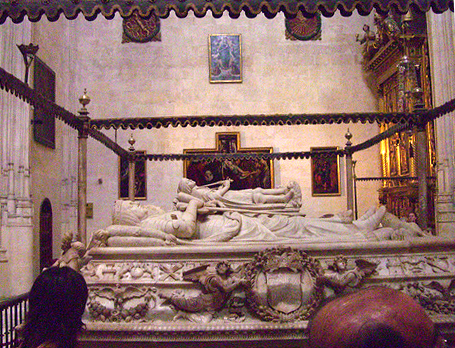
Sepulcro de los Reyes Católicos, en primer término. Al fondo puede verse el de Felipe el Hermoso y Juana I de Castilla.

El sepulcro está colocado en el crucero de la capilla y ante el altar. El diseño es como una ampliación del empleado por Fancelli para el sepulcro de infante don Juan, hijo de los Reyes Católicos. Se trata de un cuerpo con las paredes en talud y el plano horizontal lo suficientemente amplio como para cobijar los dos yacentes. Repitió el recurso de esculpir unos grifos en las esquinas, dulcificando así esos cuatro ángulos, detalle que fue muy ensalzado. A su lado incluyó esta vez unos niños en aparente movimiento. En las esquinas superiores de la plataforma están incluidos los cuatro más famosos Padres de la Iglesia latina, todo ellos santos: Ambrosio, Agustín, Jerónimo y Gregorio Magno.
Las paredes están revestidas de medallones y hornacinas con veneras, todo acompañado por una rica decoración de escudos reales, coronas frutales, castillos, ángeles, yugos, etc. En los medallones centrales se ven las escenas del Bautismo y la Resurrección y a ambos lados las figuras de ocho Apóstoles (cuatro en cada lado) que están sentados y metidos en hornacinas aveneradas.
Las figuras yacentes están tratadas con todo esmero. El rey va vestido con armadura, sujetando una espada con su mano derecha. Lleva corona sobre una melena corta, semejante a la que Fancelli labró en la figura de su hijo el príncipe Juan en su sepulcro de Ávila, a la moda de aquellos años. En su pecho reposa un medallón que cuelga de una cadena al cuello, con la imagen de San Jorge, patrono de la Corona de Aragón.
La reina, también coronada, tiene las manos cruzadas y apoyadas en el vientre. Luce un collar con medallón que representa a Santiago, protector del reino de Castilla. Estos dos santos patronos, san Jorge y Santiago se repiten en los medallones de los lados menores del sepulcro. A Santiago se le representa en plena lucha contra los moros y a San Jorge matando al dragón. Son además un símbolo de los éxitos militares, como también son símbolos de realeza y poder los leones esculpidos a los pies. A los pies hay además una cartela con caracteres latinos, sostenida por angelotes o putti en la que puede leerse un elogio a los monarcas, basado en sus acciones bélicas.

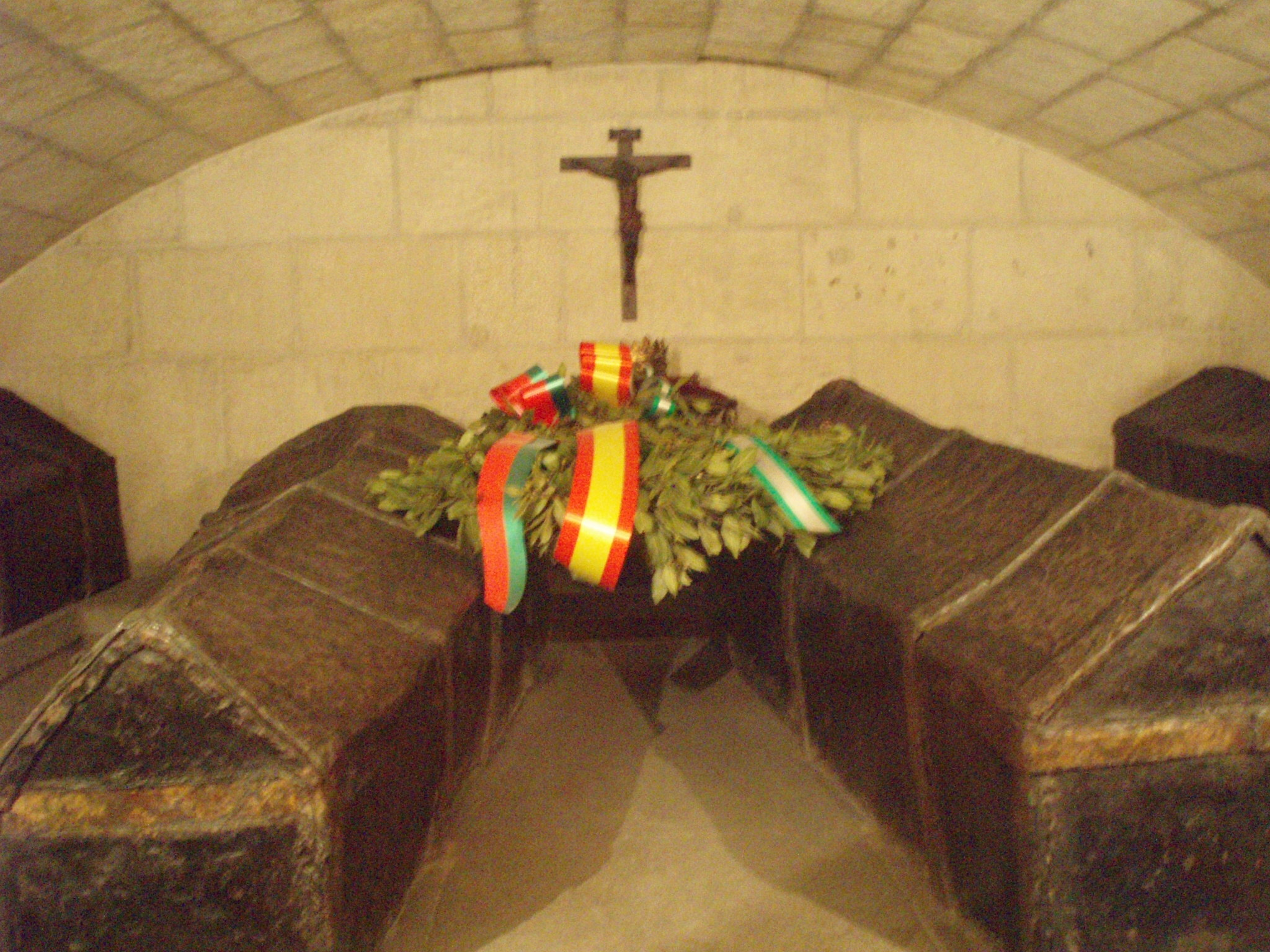
Féretros de los Reyes Católicos en la Capilla Real (en la cripta).